# Wennemen
Wennemen is een dorp in Duitsland, in de deelstaat Noordrijn-Westfalen, in de gemeente Meschede in het Sauerland. Het ligt aan de rivier de Ruhr op 239 meter boven de zeespiegel.
Wennemen ligt 6 kilometer ten westen van de hoofdplaats Meschede en had eind 2021, volgens de website van de gemeente, 1.716 inwoners. Bijna direct ten noordwesten van Wennemen ligt Freienohl.
Het dorp ligt aan de noordoever van de Ruhr, nabij afrit 68 van de Autobahn A46, en aan de spoorlijn Aken - Kassel. Op het stationnetje van Wennemen stoppen sedert plm. 1985 alleen af en toe nog goederentreinen, die stammen van in de omliggende productiebossen gevelde bomen transporteren. Het openbaar vervoer per bus is van weinig betekenis.
Wennemen is start- en eindpunt van diverse langeafstandsroutes voor wandelaars en fietsers in het Sauerland.
De dichtbij Wennemen gelegen landgoederen Bockum en Stockhausen zijn havezates, die privé worden bewoond, en niet bezichtigd kunnen worden. De heren van beide landgoederen hebben ook invloed op Wennemen uitgeoefend. Beide landhuizen beschikken over een schilderachtige, fraai ingerichte kapel.
Tot in de 18e eeuw was Wennemen een klein boerendorp. In 1871 kreeg het dorp aansluiting op het spoorwegnet, maar pas in 1909 een eigen station, mede omdat hier een zijspoorlijntje begon. Gedurende het interbellum kende het dorp enige industrie, en in de Tweede Wereldoorlog werd Wennemen vanwege zijn ligging aan de spoorlijn enkele malen door de geallieerden gebombardeerd.

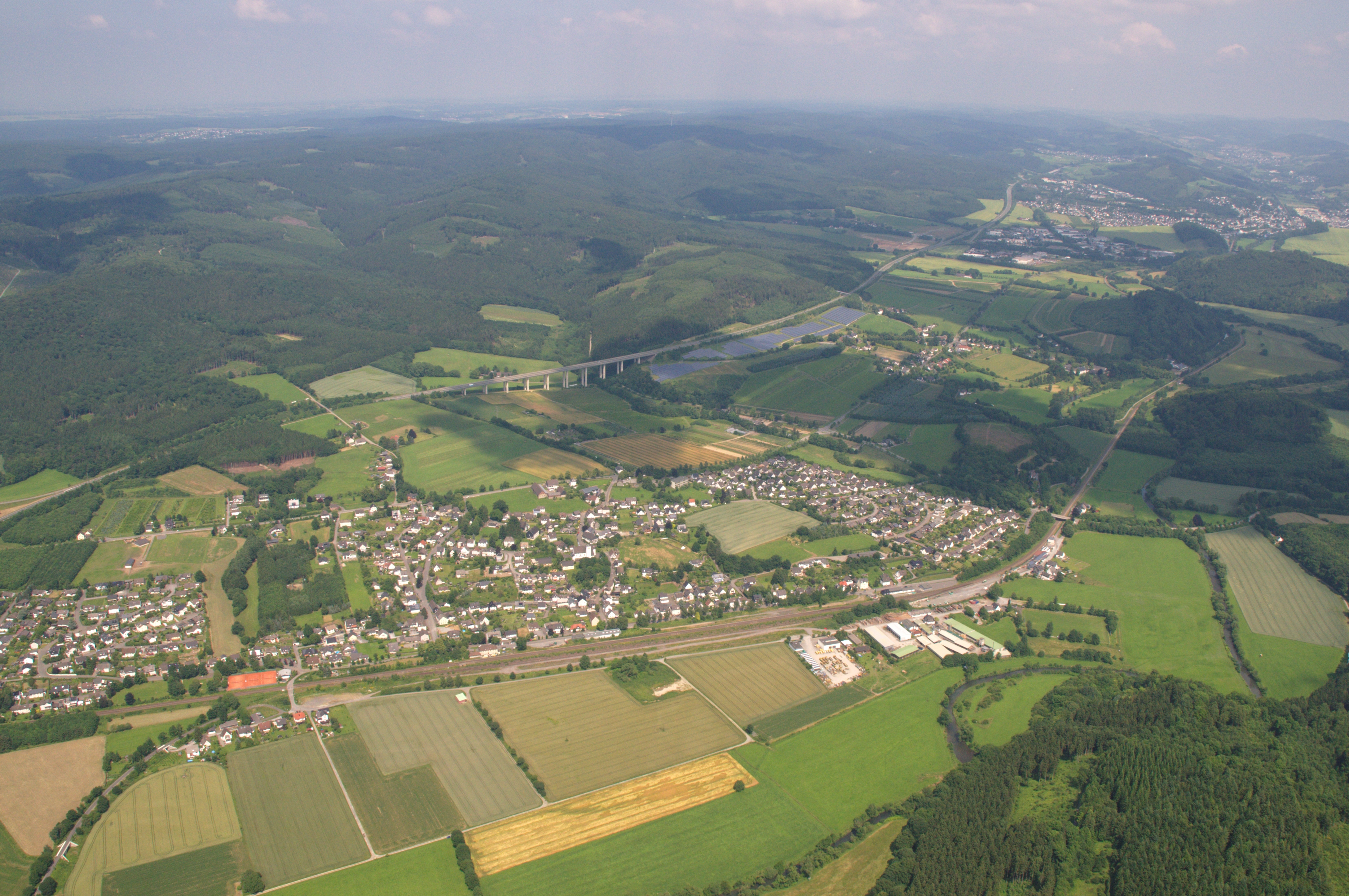
Luchtfoto (2013) van Wennemen
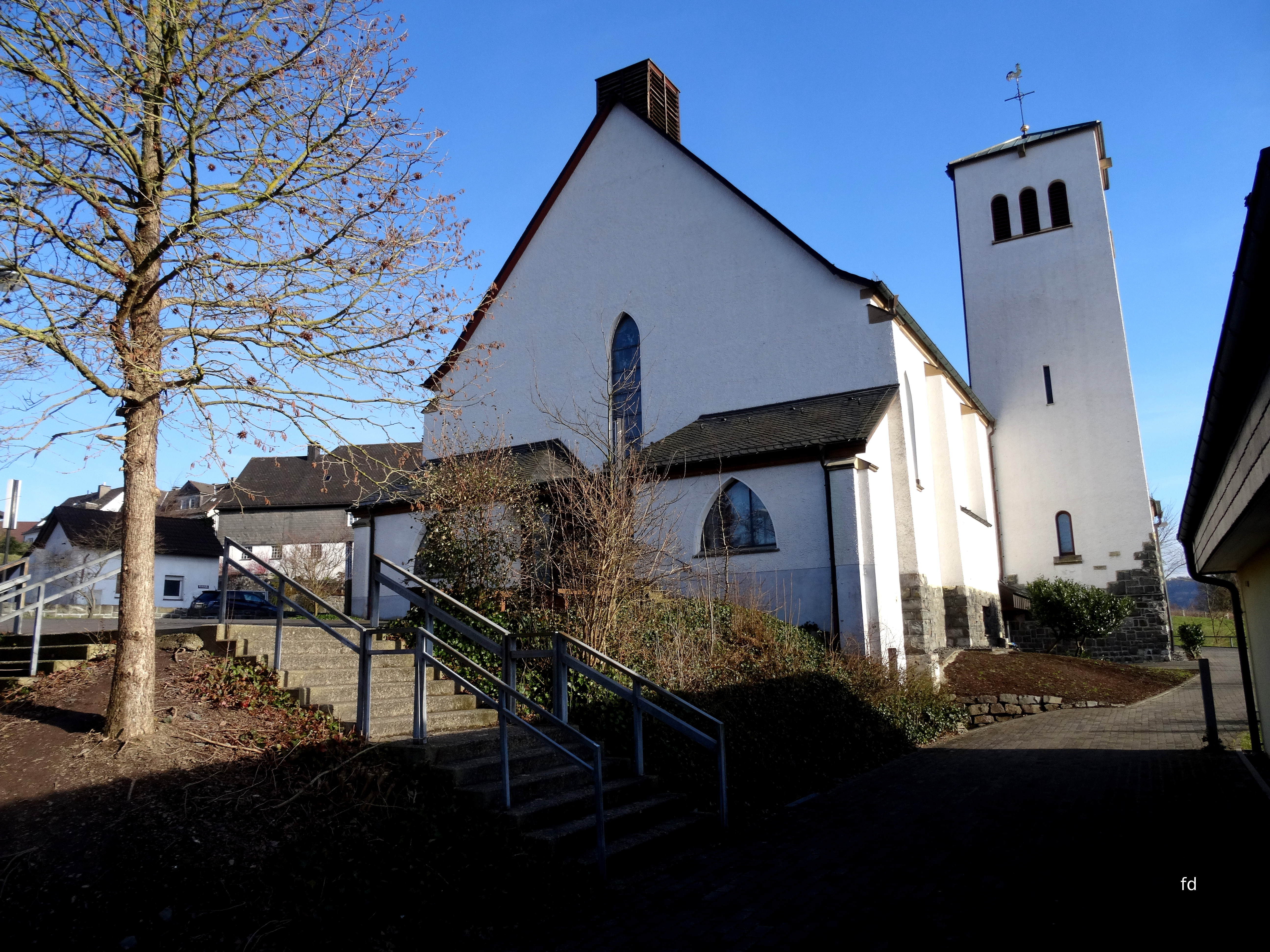
Wennemen, Sint-Nicolaaskerk (1930)